# Olympische Jugend-Winterspiele 2024
| Medaillenspiegel               | Medaillenspiegel    | Medaillenspiegel | Medaillenspiegel | Medaillenspiegel | Medaillenspiegel |
| Platz                          | Land                | G                | S                | B                | Ges.             |
| ------------------------------ | ------------------- | ---------------- | ---------------- | ---------------- | ---------------- |
| 1                              | Italien             | 11               | 3                | 4                | 18               |
| 2                              | Deutschland         | 9                | 5                | 6                | 20               |
| 3                              | Südkorea            | 7                | 6                | 4                | 17               |
| 4                              | Frankreich          | 7                | 5                | 6                | 18               |
| 5                              | Volksrepublik China | 6                | 9                | 3                | 18               |
| 6                              | Vereinigte Staaten  | 5                | 11               | 5                | 21               |
| 7                              | Österreich          | 5                | 6                | 5                | 16               |
| 8                              | Schweden            | 4                | 4                | 3                | 11               |
| 9                              | Großbritannien      | 4                | 1                | 1                | 6                |
| 10                             | Japan               | 3                | 4                | 8                | 15               |
| Vollständiger Medaillenspiegel |                     |                  |                  |                  |                  |

Die IV. Olympischen Jugend-Winterspiele (koreanisch 2024년 동계 청소년 올림픽) waren die vierte Austragung Olympischer Jugend-Winterspiele und fanden vom 19. Januar bis 1. Februar 2024 in Gangwon in Südkorea statt. Es war das erste Mal, dass Olympische Jugend-Winterspiele außerhalb Europas stattfanden.

## Bewerbung
Neben Gangwon zeigten auch Brașov, Granada und Sofia Interesse an einer Austragung. Am 10. Januar 2020 erhielt die koreanische Provinz den Zuschlag des IOC.

## Austragungsorte
Die meisten Austragungsorte kamen bereits bei den Olympischen Winterspielen 2018 im benachbarten Pyeongchang zum Einsatz.

### Pyeongchang (Mountain Cluster)
Der Alpensia Sportspark bildete wie bei den Spielen 2018 das Zentrum.
| Wettkampfstätte             | Sportarten            | Kapazität                                       |
| --------------------------- | --------------------- | ----------------------------------------------- |
| Alpensia Sliding Centre     | Bob                   | 1.478 Plätze (956 Sitz-, 522 Stehplätze)        |
| Alpensia Sliding Centre     | Rennrodeln            | 1.478 Plätze (956 Sitz-, 522 Stehplätze)        |
| Alpensia Sliding Centre     | Skeleton              | 1.478 Plätze (956 Sitz-, 522 Stehplätze)        |
| Alpensia Biathlon Centre    | Biathlon              | 4.060 Plätze (3.560 Sitz-, 500 Stehplätze)      |
| Alpensia Biathlon Centre    | Nordische Kombination | 4.060 Plätze (3.560 Sitz-, 500 Stehplätze)      |
| Alpensia Biathlon Centre    | Skilanglauf           | 4.060 Plätze (3.560 Sitz-, 500 Stehplätze)      |
| Alpensia Ski Jumping Centre | Nordische Kombination | 50.000 Plätze (11.000 Sitz-, 39.000 Stehplätze) |
| Alpensia Ski Jumping Centre | Skispringen           | 50.000 Plätze (11.000 Sitz-, 39.000 Stehplätze) |
| High1 Resort                | Ski Alpin             | keine Angabe                                    |
| High1 Resort                | Freestyle-Skiing      | keine Angabe                                    |
| Welli Hilli Park            | Snowboard             | keine Angabe                                    |
| Welli Hilli Park            | Freestyle-Skiing      | keine Angabe                                    |

### Gangneung (Costal Cluster)
Der Gangneung Olympic Park bildete das Zentrum dieses Clusters.
| Wettkampfstätte          | Sportarten      | Kapazität         |
| ------------------------ | --------------- | ----------------- |
| Gangneung Oval           | Eisschnelllauf  | 7.612 Sitzplätze  |
| Gangneung Oval           | Eröffnungsfeier | 7.612 Sitzplätze  |
| Gangneung Ice Arena      | Shorttrack      | 12.020 Sitzplätze |
| Gangneung Ice Arena      | Eiskunstlauf    | 12.020 Sitzplätze |
| Gangneung Hockey Centre  | Eishockey       | 9.479 Sitzplätze  |
| Gangneung Curling Centre | Curling         | 3.500 Sitzplätze  |

## Maskottchen
Am 19. Januar 2023, ein Jahr vor Beginn der Spiele, wurde das Maskottchen der Wettkämpfe, ein Schneeball namens Moongcho (뭉초) vorgestellt. Es wurde von dem Studenten Soo-Yeon Park entworfen.

## Teilnehmer
Die Zuordnung der Länder bezieht sich auf die Zugehörigkeit der einzelnen Nationalen Olympischen Komitees zu den Kontinentalverbänden des IOCs.
| Teilnehmer der IV. Olympischen Jugend-Winterspiele | Teilnehmer der IV. Olympischen Jugend-Winterspiele | Teilnehmer der IV. Olympischen Jugend-Winterspiele |
| Europa (1144 Athleten aus 44 Nationen) | Europa (1144 Athleten aus 44 Nationen) | Europa (1144 Athleten aus 44 Nationen) |
| --- | --- | --- |
| - Andorra (1) - Armenien (3) - Belgien (2) - Bosnien und Herzegowina (6) - Bulgarien (15) - Dänemark (24) - Deutschland (90) - Estland (25) - Finnland (52) - Frankreich (66) - Georgien (7) - Griechenland (14) - Großbritannien (39) - Irland (4) - Island (7) | - Israel (1) - Italien (71) - Kosovo (2) - Kroatien (10) - Lettland (46) - Liechtenstein (2) - Litauen (13) - Moldau (5) - Monaco (1) - Montenegro (2) - Niederlande (28) - Nordmazedonien (4) - Norwegen (48) - Österreich (61) - Polen (48) | - Portugal (6) - Rumänien (32) - San Marino (1) - Schweden (53) - Schweiz (71) - Serbien (7) - Slowakei (54) - Slowenien (29) - Spanien (29) - Tschechien (58) - Türkei (24) - Ukraine (44) - Ungarn (33) - Zypern (3) |
| Amerika (242 Athleten aus 9 Nationen) | | |
| - Argentinien (7) - Brasilien (19) - Chile (12) | - Jamaika (3) - Kanada (79) - Kolumbien (5) | - Mexiko (13) - Puerto Rico* (1) - Vereinigte Staaten (104) |
| Asien (347 Athleten aus 18 Nationen) | | |
| - Chinesisch Taipeh (18) - Hongkong (3) - Indien (1) - Iran (5) - Japan (69) - Kasachstan (42) | - Katar (2) - Kirgisistan (3) - Libanon (6) - Mongolei (12) - Nepal (2) - Philippinen (3) | - Singapur (2) - Südkorea (101) - Thailand (17) - Usbekistan (2) - Vereinigte Arabische Emirate* (2) - Volksrepublik China (56)                                                                                        |
| Afrika (13 Athleten aus 5 Nationen) | | |
| - Algerien* (1) - Kenia (2) | - Nigeria* (6) - Südafrika (1) | - Tunesien* (3) |
| Ozeanien (72 Athleten aus 2 Nationen) | | |
| - Australien (48) | - Neuseeland (24) | |
| (Anzahl der Athleten) * erstmalige Teilnahme an Jugend-Winterspielen | | |

## Wettkampfprogramm

### Wettkämpfe
Es wurden 81 Wettkämpfe in 15 Disziplinen und 7 Sportarten ausgetragen. Erstmals wurden keine Wettkämpfe für gemischte Mannschaften ausgetragen. Es fanden je 34 Wettkämpfe für Männer als auch für Frauen statt. Im Langlauf ersetzte ein Mixed-Staffel-Rennen die beiden Wettkämpfe in der freien Technik. Ein Mixed Team Wettkampf in der Nordischen Kombination sowie die 1500 m im Short Track wurden erstmals ausgetragen. Skibergsteigen wurde nach einmaliger Austragung wieder aus dem Programm gestrichen. Erstmals in der olympischen Geschichte war bis auf die Eröffnungsfeier der Besuch der Wettbewerbe kostenlos. Zudem wurde die Eröffnungsfeier erstmals an zwei Orten gleichzeitig abgehalten.

### Zeitplan
| Zeitplan der Olympischen Jugend-Winterspiele 2024 (mit Anzahl der Entscheidungen) | Zeitplan der Olympischen Jugend-Winterspiele 2024 (mit Anzahl der Entscheidungen) | Zeitplan der Olympischen Jugend-Winterspiele 2024 (mit Anzahl der Entscheidungen) | Zeitplan der Olympischen Jugend-Winterspiele 2024 (mit Anzahl der Entscheidungen) | Zeitplan der Olympischen Jugend-Winterspiele 2024 (mit Anzahl der Entscheidungen) | Zeitplan der Olympischen Jugend-Winterspiele 2024 (mit Anzahl der Entscheidungen) | Zeitplan der Olympischen Jugend-Winterspiele 2024 (mit Anzahl der Entscheidungen) | Zeitplan der Olympischen Jugend-Winterspiele 2024 (mit Anzahl der Entscheidungen) |
| --------------------------------------------------------------------------------- | --------------------------------------------------------------------------------- | --------------------------------------------------------------------------------- | --------------------------------------------------------------------------------- | --------------------------------------------------------------------------------- | --------------------------------------------------------------------------------- | --------------------------------------------------------------------------------- | --------------------------------------------------------------------------------- |
| EF                                                                                | Eröffnungsfeier                                                                   | ●                                                                                 | Qualifikationswettkämpfe                                                          | ●                                                                                 | Medaillenentscheidungen/Anzahl                                                    | SF                                                                                | Schlussfeier                                                                      |

| Disziplin       | Disziplin        | Disziplin             | Fr. 19. | Sa. 20. | So. 21. | Mo. 22. | Di. 23. | Mi. 24. | Do. 25. | Fr. 26 | Sa. 27. | So. 28. | Mo. 29. | Di. 30. | Mi. 31. | Do. 1.  | Entscheidungen |
| Disziplin       | Disziplin        | Disziplin             | Januar  | Januar  | Januar  | Januar  | Januar  | Januar  | Januar  | Januar | Januar  | Januar  | Januar  | Januar  | Januar  | Februar | Entscheidungen |
| --------------- | ---------------- | --------------------- | ------- | ------- | ------- | ------- | ------- | ------- | ------- | ------ | ------- | ------- | ------- | ------- | ------- | ------- | -------------- |
| Eröffnungsfeier | Eröffnungsfeier  | Eröffnungsfeier       | EF      |         |         |         |         |         |         |        |         |         |         |         |         |         | –              |
| Biathlon        | Biathlon         | Biathlon              |         | 2       | 1       |         | 2       | 1       |         |        |         |         |         |         |         |         | 6              |
| Bobsport        | Bob              | Bob                   |         |         |         | 1       | 1       |         |         |        |         |         |         |         |         |         | 2              |
| Bobsport        | Skeleton         | Skeleton              |         |         |         | 1       | 1       |         |         |        |         |         |         |         |         |         | 2              |
| Curling         | Curling          | Curling               |         | ●       | ●       | ●       | ●       | ●       | 1       | ●      | ●       | ●       | ●       | ●       | ●       | 1       | 2              |
| Eishockey       | Eishockey        | Eishockey             |         | ●       | ●       | ●       | ●       | ●       | 2       |        | ●       | ●       | ●       | ●       | 2       |         | 4              |
| Eislauf         | Eiskunstlauf     | Eiskunstlauf          |         |         |         |         |         |         |         |        | ●       | ●       | 2       | 2       |         | 1       | 5              |
| Eislauf         | Eisschnelllauf   | Eisschnelllauf        |         |         |         | 2       | 2       |         | 1       | 2      |         |         |         |         |         |         | 7              |
| Eislauf         | Shorttrack       | Shorttrack            |         | 2       | 2       | 2       |         | 1       |         |        |         |         |         |         |         |         | 7              |
| Rennrodeln      | Rennrodeln       | Rennrodeln            |         | 2       | 2       |         | 1       |         |         |        |         |         |         |         |         |         | 5              |
| Skisport        | Freestyle-Skiing | Freestyle-Skiing      |         |         |         |         | 2       | 2       | 1       | 1      | 2       | 2       |         |         | 2       |         | 12             |
| Skisport        | Ski Alpin        | Ski Alpin             |         |         | 2       | 2       | 1       | 1       | 2       | 1      |         |         |         |         |         |         | 9              |
| Skisport        | Ski Nordisch     | Nordische Kombination |         |         |         |         |         |         |         |        |         |         | 2       |         | 1       |         | 3              |
| Skisport        | Ski Nordisch     | Skilanglauf           |         |         |         |         |         |         |         |        |         |         | 2       | 2       |         | 1       | 5              |
| Skisport        | Ski Nordisch     | Skispringen           |         | 2       | 1       |         |         |         |         |        |         |         |         |         |         |         | 3              |
| Skisport        | Snowboard        | Snowboard             |         | 2       | 1       |         |         | 1       | 1       |        | ●       | 2       |         |         |         | 2       | 9              |
| Schlussfeier    | Schlussfeier     | Schlussfeier          |         |         |         |         |         |         |         |        |         |         |         |         |         | SF      | –              |
| Entscheidungen  | Entscheidungen   | Entscheidungen        |         | 10      | 9       | 8       | 10      | 6       | 8       | 4      | 2       | 4       | 6       | 4       | 5       | 5       | 81             |

## Athlete Rolemodels
Wie schon bei früheren Olympischen Jugendspielen stellten sich auch 2024 wieder erfahrene ehemalige Sportler, zumeist selbst Teilnehmer der Olympischen Spiele, als Symbolfiguren und Vorbilder für die jungen Teilnehmer zur Verfügung.
| Sportart              | Mann              | Frau             |
| --------------------- | ----------------- | ---------------- |
| Biathlon              | Dominik Windisch  | Vanessa Hinz     |
| Bob                   | Won Yun-jong      | –                |
| Curling               | Kim Chang-min     | Jennifer Dodds   |
| Eishockey             | Lee Young-jun     | Park Jong-ah     |
| Eiskunstlauf          | Yura Min          | Michal Březina   |
| Eisschnelllauf        | Haralds Silovs    | Nao Kodaira      |
| Freestyle-Skiing      | Brenden Kelly     | Sami Kennedy-Sim |
| Nordische Kombination | Eric Frenzel      |                  |
| Nordische Kombination | Maxime Laheurte   |                  |
| Rennrodeln            | Sascha Benecken   | Elīza Tīruma     |
| Shorttrack            | Thibaut Fauconnet | Byun Chun-sa     |
| Skeleton              | –                 | Jaclyn Narracott |
| Ski Alpin             | Jakob Špik        |                  |
| Ski Alpin             | Matthias Mayer    |                  |
| Skilanglauf           | / Magnus Bøe      | Han Da-som       |
| Skispringen           | Viktor Polášek    | Carina Vogt      |
| Snowboard             | Konstantin Schad  | Tess Critchlow   |

## Trivia
Erstmals gab es bei Olympischen Jugendwinterspielen Medaillen für alle fünf bewohnten Kontinente.